# Чесне чарівне
«Чесне чарівне» (рос. «Честное волшебное») — радянський дитячий художній фільм, знятий у 1975 році режисером Юрієм Побєдоносцевим.

## Сюжет
Марина, дівчинка середнього шкільного віку, була дуже легковажною по відношенню до всього і часто вимовляла фразу «Зійде і так». Її мамі це дуже не подобалося і вона жартома пояснила дівчинці, що «Зійде-і-так» — це шкідлива і хитра чарівниця. Марина, справді зустрілася з цієї чарівницею і вирішує позбутися від своєї неохайності і легковажності, в чому їй надають допомогу майстер Дзвін, майстер Клей, Вовк і Чистий струмочок.

## У ролях
- Ірина Фоминська —  Марина
- Андрій Вертоградов —  людожер
- Маргарита Жарова —  фея
- Іван Косих —  Камінь
- Олександра Кудрявцева —  Чистий струмочок
- Юрій Мінін —  Майстер Дзвін
- Артур Ніщонкин —  Кварц
- Дмитро Орловський —  Майстер Клей
- Володимир Разумовський —  Железняк
- Олена Санаєва —  Зійде-і-так
- Валерій Снегирьов —  тато
- Тамара Совчі —  мама
- Георгій Совчіс —  Вовк
- Юрій Чекулаев —  Кремень
- Махмуд Есамбаєв —  Вогонь
- Микола Горлов —  Козел
- Яків Бєлєнький —  Клей Гуміарабік
- Світлана Харитонова —  реєстратор клініки Майстра Клея

## Знімальна група
- Режисер-постановник:  Юрій Побєдоносцев
- Оператор: Лев Рагозін
- Автор сценарію і текстів пісень:  Вадим Коростильов
- Композитор: Мечислав Вайнберг